# Terravision
Terravision London Finance Ltd. è un'azienda privata britannica proprietaria del marchio Terravision e holding di un gruppo societario esercente collegamenti autobus low cost tra alcuni aeroporti europei e i relativi centri cittadini.

## Storia
Una prima società denominata Terravision S.r.l. fu fondata nel 2002 da Fabio Petroni, dopo esser stato licenziato dalla presidenza della municipalizzata del trasporto pubblico romano Trambus, per gestire un'autolinea di collegamento tra l'aeroporto di Roma-Ciampino e la stazione di Roma Termini.
Nel 2009 ha fondato la società Terravision Electric S.p.A., partecipata al 99% da Terravision Transport Ltd. e Stansted Transport Ltd. Nel 2013 ha avviato una collaborazione con City Sightseeing.

## Attività
Terravision gestisce, anche attraverso imprese controllate e collegate, numerosi collegamenti aeroportuali in diversi paesi europei:
- Francia: Beauvais Tillé;
- Germania: Monaco di Baviera[8];
- Irlanda: Dublino;
- Islanda: Keflavík;
- Italia: Bari-Palese, Bergamo-Orio al Serio, Milano-Malpensa, Palermo-Punta Raisi, Roma-Ciampino, Roma-Fiumicino e Treviso-Sant'Angelo;
- Malta: Luqa;
- Paesi Bassi: Eindhoven;
- Polonia: Varsavia-Modlin;
- Portogallo: Faro, Lisbona e Porto[9];
- Regno Unito: Bristol[10], Londra-Gatwick[11], Londra-Heathrow[12], Londra-Luton[13] e Londra Stansted[11];
- Rep. Ceca: Praga-Ruzyně[14];
- Spagna: Barcellona-El Prat, Gerona, Malaga e Reus;
- Svezia: Stoccolma-Arlanda[15];
- Ungheria: Budapest-Ferihegy[16].

In Italia e Spagna gestisce un servizio di parcheggi a pagamento per la lunga sosta denominato Lowcost Parking in 21 località tra cui 18 aeroporti e tre porti.

## Controversie
Nel 2008 gli agenti del Corpo di polizia locale di Roma Capitale hanno sequestrato l'intera flotta aziendale costringendo in alcuni casi i passeggeri alla discesa dai mezzi in servizio. Nel 2011 la società ha vinto il ricorso ottenendo un risarcimento da Roma Capitale.
Nel 2013 la Procura della Repubblica di Roma ha presentato istanza di fallimento nei confronti di Alivision Transport S.c.a.r.l., controllata italiana del gruppo Terravision, nell'ambito di un'inchiesta scaturita da una segnalazione da parte della concorrente Società Italiana Trasporti (SIT) che denunciava la presenza di 5.584.549,10 euro di debiti nei confronti di Equitalia, SIT stessa e di un avvocato per la curatela della procedura fallimentare. Successivamente nel 2014 è stato presentato il decreto di rigetto dell'istanza, passato in giudicato.
Nel 2016 il II gruppo della Guardia di Finanza ha disposto il sequestro delle società Terravision H. R. & Services S.r.l. e Alivision Patrimoni E Servizi di Petroni Fabio S.a.s., delle licenze per alcune tratte di collegamento oltre che conti bancari, contratti commerciali e 13 autobus. Secondo la ricostruzione degli inquirenti gli amministratori della società avrebbero eluso la riscossione di debiti tributari e previdenziali causando il fallimento della società Terravision Roma Airport. Tra gli indagati il fondatore dell'azienda Fabio Petroni è stato poi condannato a nove anni per bancarotta fraudolenta.